# Quartet (Ultravox)
Quartet è il sesto album del gruppo inglese Ultravox, pubblicato nel 1982.
La produzione artistica è curata da George Martin, già produttore dei Beatles dal 1963 al 1970.

## Tracce
Testi di Midge Ure, eccetto dove indicato.
1. Reap the Wild Wind – 3:49 (musica: Cann, Currie, Ure)
2. Serenade – 5:05 (musica: Ure, Currie, Cross, Cann)
3. Mine for Life – 4:44 (musica: Ure, Cross, Cann)
4. Hymn – 5:46 (musica: Cann, Cross, Currie, Ure)
5. Visions in Blue – 4:38 (musica: Currie, Cross, Ure, Cann)
6. When the Scream Subsides – 4:17 (musica: Cross, Currie, Cann - testo: Ure, Cann)
7. We Came to Dance – 4:14 (musica: Cann, Currie - testo: Ure, Cann)
8. Cut and Run – 4:18 (musica: Currie, Ure, Cross)
9. The Song (We Go) – 3:56 (musica: Currie, Cann, Ure)

Tracce bonus riedizione 1998
1. Hosanna (In Excelsis Deo) – 4:21 (musica: Cross, Currie, Cann)
2. Monument – 3:16 (musica: Cann, Currie)
3. Break Your Back – 3:27 (musica: Cann, Currie - testo: Cann)
4. Overlook – 4:04 (musica: Currie, Cann, Cross)

## Formazione
- Midge Ure: voce, chitarra, sintetizzatori
- Warren Cann: batteria, percussioni elettroniche, sintetizzatori, cori, voce solista in When The Scream Subsides, We Came To Dance, Break Your Back e Overlook
- Billy Currie: sintetizzatori, tastiere, violino
- Chris Cross: basso, basso synth, tastiere in Visions In Blue, cori, voce solista in When The Scream Subsides